# Sensore presenza acqua
Il sensore presenza acqua nel gasolio (WIF sensor - Water in Fuel sensor) viene generalmente utilizzato nel filtro gasolio o nel pre-filtro gasolio per segnalare al conducente/centralina motore che l'accumulo di acqua nel circuito combustibile ha raggiunto un livello prefissato e per tanto è necessario un intervento di drenaggio per evitare che l'acqua entri nel circuito di alimentazione di alta pressione provocando danni.
I sensori presenza acqua possono essere di due tipi: a galleggiante o conduttivo
- Sensore a galleggiante

È basato sulla differenza di peso specifico tra l'acqua e il gasolio. Utilizza un elemento galleggiante con densità superiore a quella del gasolio ma inferiore a quella dell'acqua in modo da galleggiare solo in presenza di quest'ultima. Con l'innalzarsi del livello di acqua accumulata nella parte inferiore del filtro combustibile il sensore inizia a galleggiare e apre o chiude un contatto elettrico che invia un segnale al conducente (lampadina) o all'unità di controllo motore (ECU).
Tale tipologia di sensore è caratterizzata dal basso costo grazie alla sua semplicità ma presenta come difetto che la densità del gasolio e dell'acqua variano con la temperatura mentre quella dell'elemento galleggiante rimane costante e alle alte temperature comuni ai sistemi Common Rail la differenza di densità del galleggiante rispetto a quella dell'acqua tende ad annullarsi rendendo inefficace il dispositivo. Inoltre essendo un dispositivo con una componente meccanica ha una bassa resistenza alle vibrazioni.
- Sensore a effetto conduttivo

Tale sensore utilizza un circuito elettronico che misura la conduttività del liquido attorno agli elettrodi e se è pari a quella dell'acqua invia un segnale al conducente (lampadina) o all'unità di controllo motore (ECU). Tale sistema è decisamente più affidabile del sistema a galleggiante ma con costi leggermente superiori dovuti alla presenza del circuito elettronico. 
L'elemento critico di tale tipo di sensori è la tenuta stagna che se non garantita può dare origine a false segnalazioni. Per ovviare a tale problema la SIGMAR , una delle prime aziende nel mondo ad aver sviluppato dei sensori presenza acqua per applicazioni Automotive, ha sviluppato il WS3 , un sensore di terza generazione totalmente stagno poiché è realizzato per costampaggio del circuito elettronico in un guscio di nylon caricato con fibre di vetro per avere un'assoluta resistenza alle infiltrazioni e ai cicli termici e vibrazionali.